# داء لايم المزمن
داء لايم المزمن هو مرض معدٍ ينتقل عن طريق القراد ذي الأرجل السوداء أو قُرادة الغزال، ويكون على شكل طفح جلدي ولكن هذا الأمر لا يشير إلى الإصابة فعلا بمرض اللايم المزمن، يُمكن في بعض الأحيان أن تَظهر منطقة حمراء في المنتصف، تُشبه في شكلها شكل عين الثور. يَمتد الطفح الجلدي (الحمامي المهاجرة) ببطء بمرور الأيام، وقد يَصل اتساعه إلى 12 بوصة (30 سم). في المعتاد، لا يَتسبب هذا الطفح في الشعور بالحكة أو الألم، ولكنك قد تَشعر بالحرارة عند لمسه .

## الأعرض
يمكن أن يصاحب الطفح الجلدي أعراض مثل الحمى والقشعريرة والشعور بالتعب وآلام في الجسم والصداع وتيبس في الرقبة وتورم الغدد الليمفاوية. وقد تَظهَر علامات وأعراض جديدة لعدوى داء لايْم في الأسابيع والشهور التالية إذا لم يتمَّ تركها دون معالجة. وهي تتضمن:
- الحمامى المهاجرة. قد يَظهَر طفح جلدي على مناطق أخرى من الجسم.
- ألم المفاصل. من المرجَّح على وجه الخصوص أن تُؤثِّر نوبات الألم والتورُّم الحادُّ في المفاصل في ركبتيكَ، ولكن يمكن أن ينتقل الألم من مِفصل إلى آخر.
- مشاكل عصبية. بعد الإصابة بالعدوى بأسابيع أو أشهر أو حتى سنوات، قد تُصاب بالاتهاب في الأغشية المحيطة للدماغ (التهاب السحايا)، أو الشلل المؤقَّت في أحد جانبي الوجه (شلل بيل)، أو خَدَر أو ضعفٍ في الأطراف، وضعف حركة العضلات.

## الوصف والخلفية

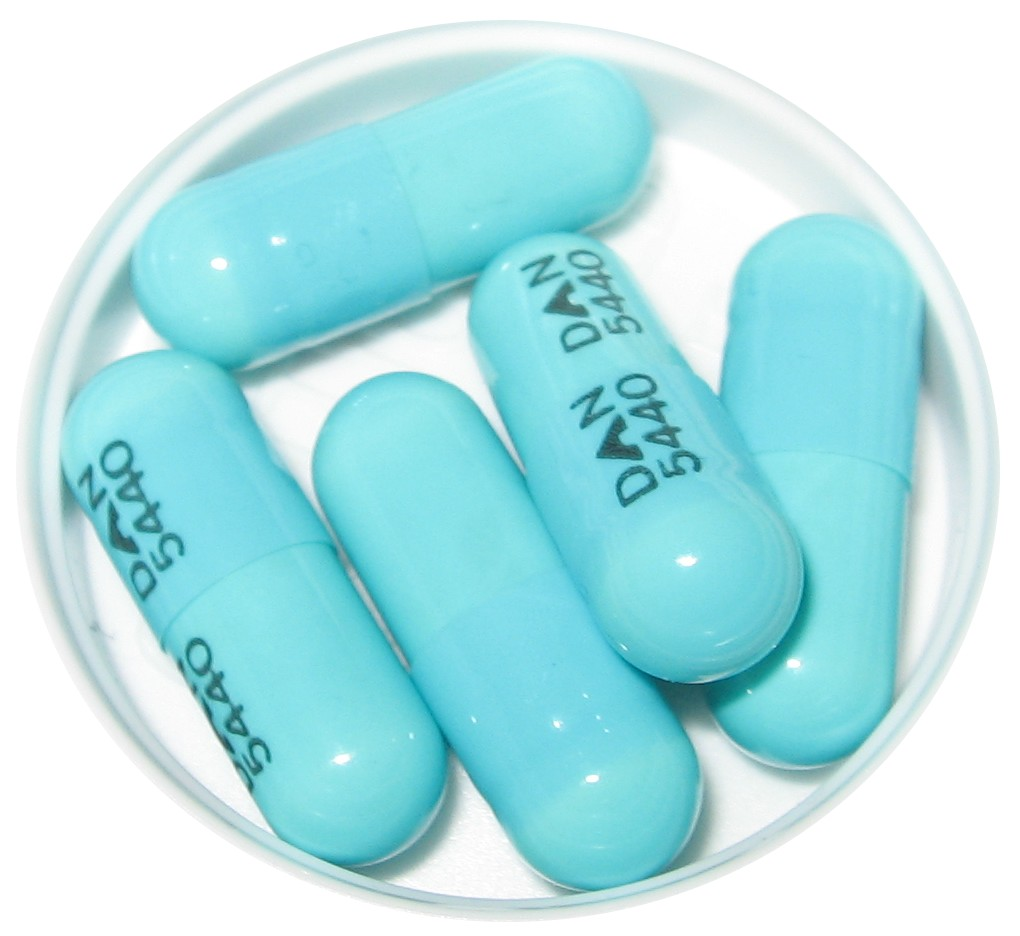
هناك العديد من المخاطر المرتبطة باستخدام المضادات الحيوية على المدى الطويل ، مثل الدوكسيسيكلين ، من قبل الأشخاص الذين يعتقدون بأنهم مصابون بداء لايم المزمن.

يختلف داء اللايم المزمن عن داء اللايم في المرحلة المتأخرة والذي لا يوجد له علاج والذي قد يسبب التهاب المفاص، والاعتلال العصبي المحيطي، و/ أو التهاب الدماغ. إضافة إلى ذلك، داء اللايم المزمن مختلف عن داء متلازمة اللايم بعد العلاج (به تي أل دي أس)، فإن الأعراض ما تزال باقية بعد العلاج بالمضادات الحيوية الأساسية، فيقدر حدوث داء متلازمة لايم بعد العلاج أقل عن خمسة بالمئة من الناس الذين يعانون من داء اللايم وتعالجوا منه. وعلى العكس من الظروف الطبية المعروفة، فإن انتشار الشائعات عن مرض اللايم المزمن مثال جوهري على الطب الزائف. في الكثير من الحالات لا يوجد إثبات موضوعي بأن الناس الذين يعتقدون بأنهم يعانون من داء اللايم المزمن بأنهم يعانون بداء اللايم فيما مضى : في أغلب الأحيان تكون نتيجة معيار اختبارات التشخيص سلبية.
في حين أن لا منازع بأن الناس قد يعانون من أعراض شديدة لمرض ما، فإن السبب والعلاج المناسب يروج بواسطة دعاة (داء اللايم المزمن) مثيرين للجدل، لذا قد تكون الأعراض مشابهة لأعراض الفيبروميالغيا أو متلازمة الإعياء المزمن. يمكن أن ينتج الفيبروميالغيا عن عدوى، ومن ثم يستمر حينما تنعدم الإصابة من الجسم.ينسب الأقلية من الأطباء هذه الأعراض إلى ال عدوى المستمرة بالبوريليا، أو العدوى المشتركة مع مسببات الأمرض الأخرى التي ينقلها القراد، مثل الإرليخيا والبابيزيا. يستنتج البعض بأن العدوى الأولية قد تسبب ردة فعل المناعة الذاتية والتي تستمر لتحدث أعراض خطيرة حتى بعد القضاء على البكتيريا بالمضادات الحيوية.
تم النظر في مراجعة بعض الدراسات التي أجريت على الحيوانات والتي وجدت استمرار الجراثيم اللولبية الحية ولكنها عاجزة عن الحركة بسبب العلاج ب. استمرر الإصابة بالبورجدورفيري حتى مع استخدام المضادات الحيوية. لاحظ المؤلفون أنه لا يوجد أيا من الجراثيم اللولبية العالقة بأنها مرتبطة بالأنسجة الملتهبة، لذا انتقدوا الدراسات لعدم مراعاة اختلاف الديناميكية الدوائية والحركة الدوائية للمضادات الحيوية المستخدمة في علاج الحيوانات في التجارب بشكل كاف إزاء ما يتوقع استخدامه لعلاج البشر. توصل المؤلفون: «إلى أنه لا يوجد إثبات علمي يدعم الفرضية التي تقول: أن مثل هذه الجراثيم اللولبية تتواجد في البشر، وهي سبب داء متلازمة لايم بعد العلاج».
صرحت السلطات الطبية الرئيسية بما فيها الجمعية الأمريكية للأمراض المعدية، والأكادمية الأمريكية لطب الأعصاب، والمعاهد الوطنية لصحة بأنه لا يوجد إثبات مقنع بأن البوريليا تندرج تحت الأعراض المصنفة لمرض اللايم المزمن، لذا فإن السلطات تنصح بعدم العلاج طويل المدى بالمضادات الحيوية لأنه غير فعال وقد يكون ضارا، يخلف العلاج بالمضادات الحيوية لفترة طويلة مخاطر بليغة ويمكن أن يتسبب في آثار جانبية خطيرة أو حتى مميتة. أظهرت الدراسات العشوائية الخاضعة للتحكم الوهمي بأن المضادات الحيوية لا تقدم أي منفعة مستدامة للأشخاص الذين يعانون من داء اللايم المزمن مع وجود دليل لكلا من التأثيرات الوهمية والضارة لدواء البليغة الناتجة عن هذا العلاج. العديد من الناس الذين يعتقدون بأنهم يعانون من مرض اللايم المزمن يعانون من الفيبروميليغيا، يصعب علاج الفيبروميليغيا والمضادات الحيوية قد لا تجدي نفعا على اللإطلاق للفيبروميليغيا . مجموعة التقصي المرضي التي تدعى الجمعية الدولية لداء اللايم والأمراض المصاحبة (آي أل دي أس) أوضحت أن استمرار البوريليا بورجدورفيري قد يكون مسؤولا عن ظهور أعراض داء اللايم المزمن.